# Julianne Hough

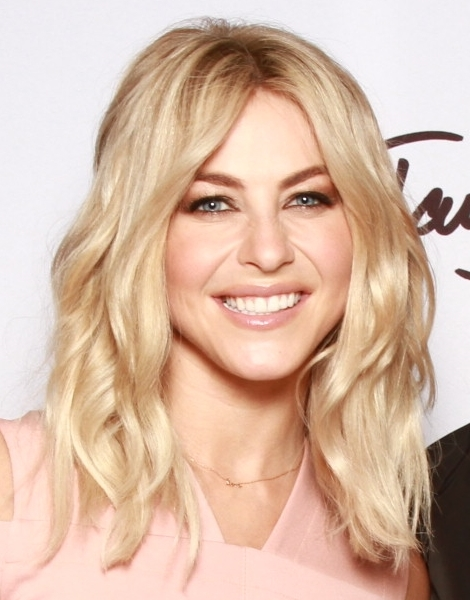
Julianne Hough (2016)

Julianne Alexandra Hough (* 20. Juli 1988 in Salt Lake City, Utah) ist eine amerikanische Schauspielerin, Sängerin und Tanzsportlerin.

## Leben
Julianne Hough wurde als jüngstes Kind ihrer Eltern in Salt Lake City in Utah geboren. Sie hat vier ältere Geschwister und wuchs in einer Mormonenfamilie auf. Ihre Eltern ließen sich scheiden, als Hough etwa 10 Jahre alt war. Zu dieser Zeit wurde sie gemeinsam mit ihrem Bruder Derek in London in Tanz, Gesang und Schauspielerei ausgebildet. Aus den anschließenden Ehen der Eltern hat sie neun weitere Stiefgeschwister. Ihr Cousin ist der Sänger, Schauspieler und Tänzer Ross Lynch.
Nach ihrer Ausbildung in England zog sie zu ihrer Mutter nach Las Vegas, wo sie die „Las Vegas Academy“ besuchte. Nach einem Jahr ging sie jedoch wieder zurück zu ihrem Vater nach Utah und besuchte dort die Alta-High-School. Nach ihrem Schulabschluss zog sie nach Los Angeles, um sich ihrer Karriere zu widmen. Eine ihrer besten Freundinnen ist Nina Dobrev, bekannt aus der Fantasyserie Vampire Diaries. Von 2017 bis 2020 war Hough mit dem kanadischen Eishockey-Spieler Brooks Laich verheiratet.

## Karriere
Im Jahr 2001 erhielt sie eine kleine Rolle in der Harry-Potter-Verfilmung Der Stein der Weisen als Hogwarts-Schulmädchen, die Rolle wurde aber nicht im Abspann erwähnt. Nach ihrer Rückkehr in die USA gewann sie 2008 die ABC-Tanzshow Dancing with the Stars, in der sie zusammen mit ihrem Bruder Derek auftrat. Im selben Jahr war sie auch als Star der Country-Szene aktiv. Ihr Debütalbum landete 2008 auf Platz 1 der Country-Charts. 2009 gewann sie die Preise als „Beste neue Sängerin“ und „Beste neue Künstlerin“ der Academy of Country. Anschließend trat sie im Vorprogramm von Brad Paisley und als Partnerin von George Strait auf.
Im Jahr 2010 war sie in dem Musikfilm Burlesque von Steve Antin neben Cher und Christina Aguilera als Georgia zu sehen. In der Musik-Komödie Footloose sah man sie als Ariel neben Dennis Quaid und Andie MacDowell. In Rock of Ages von Adam Shankman spielt sie die Sängerin Sherrie Christian. Tom Cruise, Alec Baldwin und Catherine Zeta-Jones sind ihre prominenten Kollegen in dieser Rock-Musical-Verfilmung.

## Diskografie
Alben
- 2008: Julianne Hough

EPs
- 2008: Sounds of the Season: The Holiday Collection

Singles
- 2007: Will You Dance With Me
- 2008: That Song in My Head
- 2008: My Hallelujah Song
- 2010: Is That So Wrong

## Veröffentlichungen
- 2009: Cardio Ballroom (Fitness-DVD)
- 2010: Just Dance (DVD)

## Filmografie
- 2010: Burlesque
- 2011: Footloose
- 2012: Rock of Ages
- 2012: Gladiatori di Roma (Stimme)
- 2013: Safe Haven – Wie ein Licht in der Nacht (Safe Haven)
- 2013: Paradise
- 2015: Curve
- 2016: Dirty Grandpa
- 2016: Grease Live! (Fernsehfilm)
- 2016: Speechless (Fernsehserie, Folge 1x10 C-H-O-CHOIR)
- 2018: The Steam Engines of Oz (Stimme)
- 2018: Bigger – The Joe Weider Story
- 2019: Dolly Partons Herzensgeschichten (Dolly Parton’s Heartstrings, Fernsehserie, Folge 1x01 Jolene)
- 2020: Royalties (Fernsehserie, Folge 1x07 Prizefighter)